# Balázs Rabóczki
Balázs Rabóczki (Budapest, 9 gennaio 1978) è un ex calciatore ungherese, di ruolo portiere.

## Palmarès

### Club

#### Competizioni nazionali
- Campionato ungherese: 2

MTK Budapest: 1996-1997
Dunaferr: 1999-2000
- Coppa d'Ungheria: 3

MTK Budapest: 1996-1997, 1997-1998
Honvéd: 2008-2009
- Campionato danese: 1

Copenhagen: 2003-2004
- Coppa di Danimarca: 1

Copenhagen: 2003-2004
- Supercoppa di Danimarca: 1

Copenhagen: 2004

#### Competizioni internazionali
- Royal League: 1

Copenhagen: 2004-2005